# 恆春山苦藚
恆春山苦藚（学名：Pterocypsela × mansuensis）为菊科刺果菊屬下的一个种。